# 鳥越壮真
鳥越 壮真（とりごえ そうま、2012年2月18日 - ）は、日本の子役である。ヒラタオフィス所属。
かつてはワイケーエージェントに所属していた。

## 出演

### テレビドラマ
- ヒガンバナ〜警視庁捜査七課〜 第4話（2016年2月3日、日本テレビ）
- 大河ドラマ（NHK）
  - 真田丸（2016年） - 拾 役
  - 鎌倉殿の13人（2022年） - 万寿 役
- コントレール～罪と恋～（2016年4月15日 - 6月10日、NHK総合)
- ボク、運命の人です。（2017年4月15日 - 6月17日、日本テレビ） - 正木誠（幼少期） 役
- 緊急取調室（2017年4月20日 - 6月15日、テレビ朝日） - 綾野勇人 役
- この世にたやすい仕事はない 2話（2017年4月13日、NHK BSプレミアム） - 香取の子供 役
- 十九歳（2017年4月、フジテレビ） - 青馬の息子 役
- 帰ってきた家売るオンナ（2017年5月26日、日本テレビ） - 淀川莉生 役
- ブランケット キャッツ 2話（2017年6月30日、NHK） - 陽太（幼少期） 役
- 民衆の敵〜世の中、おかしくないですか!?〜（2017年10月23日 - 12月25日、フジテレビ） - 佐藤駿平 役
- ホリデイラブ（2018年1月26日 - 3月16日、テレビ朝日） - 井筒櫂 役
- コンフィデンスマンJP（2018年4月9日 - 6月11日、フジテレビ） ‐ 与論淳也（横沢ゆう） 役
- 晴れ、ときどきファーム！～真夏の充実トマト～（2018年7月27日、NHK BSプレミアム） - ゲスト出演
- 連続テレビ小説（NHK）
  - 半分、青い。（2018年）
  - エール（2020年）- 三上武男 役
- グッド・ドクター 第8話（2018年8月30日、フジテレビ） - 早見陽翔 役
- GIVER 復讐の贈与者 第9話（2018年9月8日、テレビ東京） - 山崎瑛輔 役
- 27時間テレビ「あの人の歩き方」～葛飾北斎～（2018年9月9日、フジテレビ） - 北斎（6歳） 役
- ブラックスキャンダル（2018年10月4日 - 12月4日、読売テレビ） - 水谷幼少 役
- 土曜時代ドラマ「ぬけまいる～女三人伊勢参り」4.5回（2018年11月24日、12月1日、NHK） - シン 役
- 生田家の朝（2018年12月10日 - 12月26日、日本テレビ） - 生田悟 役
- 神酒クリニックで乾杯を 9、10話（2019年3月23日、30日、BS テレビ東京） - 芹沢悟 役
- 白い巨塔（2019年5月22日 - 26日、テレビ朝日） ‐ 里見好彦 役
- ボイス 110緊急指令室シリーズ（日本テレビ） - 樋口大樹 役
  - ボイス 110緊急指令室（2019年7月13日）
  - ボイスⅡ 110緊急指令室（2021年7月10日 - ）
- TWO WEEKS 第5話（2019年8月13日、フジテレビ） - 室岡晴人 役
- 赤ひげ2 第2回（2019年11月1日 - 12月20日、NHK BS時代劇） - 重吉 役
- 相棒18 「杉下右京の秘密」 第10話（2019年12月18日、テレビ朝日） - 桜井裕太 役
- 居酒屋兆治（2020年3月28日、NHK BSプレミアム） - 秋本翔 役
- 女ともだち（2020年4月12日 - 7月26日、BS テレビ東京） - 小野沢大地 役
- 家政夫のミタゾノ 第4シリーズ 第5話（2020年7月3日、テレビ朝日） - 秋本晃成 役
- 警視庁ゼロ係〜生活安全課なんでも相談室〜 静岡SP（2021年1月25日、テレビ東京） - 下柳優太 役
- バイプレイヤーズ 名脇役の森の100日間 7話（2021年2月20日、テレビ東京） - 子役 役
- きよしこ（2021年3月20日、NHK） - 白石清 / きよし（6、8歳時） 役
- 華麗なる一族 第4話 - （2021年5月9日-、WOWOW） - 万俵太郎 役
- 女王の法医学～屍活師～（2021年5月31日、テレビ東京） - 坂木弘 役

### 映画
- 今日も嫌がらせ弁当（2019年6月28日、ショウゲート） ‐ 岡野健太郎 役
- 引っ越し大名!（2019年8月30日、松竹） ‐ 音松 役
- 最高の人生の見つけ方（2019年10月11日、ワーナー・ブラザーズ映画） - 神崎翔太 役
- 青くて痛くて脆い（2020年8月28日、東宝） - 男の子 役
- 信虎（2021年11月12日、彩プロ） - 横手伊織 役

### テレビバラエティ
- 日本テレビ「解決!ナイナイアンサー」
- TOKYO MX「こど〜MO!」
- スカッとジャパン（フジテレビ）
  - ファミリースカッと『奇跡を運んでくれた捨て犬』  - 河野駿 役
  - ショートファミリースカッと『子供がくれたカーネーション』  - 宮崎翔太 役
  - 『裏表パワハラ歯科衛生士』  - 市川健也 役
- すイエんサー（NHK Eテレ）
  - 思わずやりたくなっちゃう“お手伝い”
  - 思わずやりたくなっちゃう“お手伝い”パート2
  - 弱火でもパラパラチャーハンが作れるってホント？
- すてきにハンドメイド（NHK Eテレ）まっすぐ編むだけ！スヌードにもフードにもなる 腹巻き帽子

### CM
- バンダイ「いっしょにはなそう♪アンパンマン」
- 花王 キュキュット「ユーカリの香り新発売」篇
- NEWS「LPS」SPOTCMナレーション
- フジ住宅
  - 「モデルハウスにて」篇
  - 「炭の家①（昼寝）」篇
  - 「耐震+制震」篇
  - 「森の中」篇
- Yahoo! JAPAN ビジョン「UPDATE JAPAN」
- サントリー烏龍茶　 カープ名言ボトル（2019年）[2]

### WEB
- FOD　「ブスの瞳に恋してる2019」6話  - 理 (幼少期) 役
- FOD　第7回ドラマ甲子園大賞受賞作品「言の葉]  - 鈴木真 役
- FOD　オリジナルドラマ「スイートリベンジ」6話  - 鈴木真 役
- スナップスナップ　WEBムービー 「働くママ」編
- こどもちゃれんじ　ほっぷ
- GYAO!　「健康で文化的な最低限度の生活」チェインストーリー　2.5話　男の子役

### ラジオ
- NHK FMシアター「まなざし」 亮輔 役
- NHK FMシアター「ものがたる機械」
- NHK 特集オーディオドラマ「おやつのいくさ」 樋口小太郎 役